# 彭小民
彭小民（1973年4月8日—），河北永年人，中国国际象棋棋手、特级大师。
彭小民于1997年获国际象棋特级大师称号，是中国第六位国际象棋特级大师。1998年，获得全国国际象棋个人锦标赛冠军。曾为国际象棋中国国家队主力队员，同时兼任河北国际象棋队主教练。河北国际象棋队始建于1983年，多次夺得全国团体冠军和亚洲城市锦标赛冠军。
现执教于彭小民国际象棋学校。彭老师谦虚、幽默、低调，全身心投入到培养少年、青年棋手中，多位学生在多个国家的比赛中获得奖项，数位学生获得国际象棋特级大师称号，桃李满天下。
彭小民的妻子是国际象棋女子特级大师秦侃滢，数次获得中国国际象棋锦标赛女子冠军；在2000年国际象棋女子世界冠军赛决赛中，秦侃滢获得亚军。